# Казиев, Мелитон Харитонович
Мелитон Резоевич Казиев (осет. Хъазиты Резойы фырт Мелитон; 10 ноября 1948 года, село Ногкау, Юго-Осетинская автономная область, Грузинская ССР, СССР) — советский и юго-осетинский поэт, писатель, переводчик, драматург, литературовед и общественный деятель. Лауреат премии имени Коста Хетагурова Южной Осетии в области литературы. Первый директор государственной телевизионной компании Южной Осетии. Заслуженный деятель культуры Южной Осетии. Депутат парламента Южной Осетии.

## Биография
Родился в крестьянской семье в осетинском селе Ногкау, Юго-Осетинская автономная область. Окончил начальную школу в селе Верхний Отрев, в 1964 году — восьмилетнюю школу в селе Верхний Чере и в 1966 году — среднюю школу в селе Ксуиси. В 1966 году поступил на осетино-иностранное отделение филологического факультета Юго-Осетинского педагогического института. Будучи студентом, начал публиковать свои стихотворения в периодических изданиях Южной Осетии. В 1966 году в возрасте 18 лет опубликовал свой первый рассказ «Разговор с дубом» в литературном журнале «Фидиуæг». В 1971 году издал свой первый сборник «Зӕлы зарӕг» (Звучит песня) в издательстве «Ирыстон». Защитил диссертацию на соискание научной степени кандидата филологических наук по теме «Гармония и драматизм жизни в художественном восприятии Камала Ходова». Получив высшее образование по специальности «Литература народов Российской Федерации», работал корреспондентом, переводчиком и литературным работником в редакции газеты «Советон Ирыстон» в Цхинале. С 1981 года — редактор, старший редактор издательства «Ир». В 1990 году был избран председателем Союза писателей Южной Осетии. В 1994—1995 годах — первый директор телевизионной компании «Ирыстон».
В 1996 году избран депутатом парламента Южной Осетии. В этом же году назначен председателем Комитета по культуре и СМИ и заместителем Председателя парламента Южной Осетии (эту должность исполнял до 1 июля 1999 года). В 2009 году избран повторно депутатом парламента Южной Осетии.
Занимался переводами на осетинский язык грузинских, русских и иностранных авторов. Перевёл произведения Нодара Думбадзе, Владимира Амлинского, Нико Ломоури, Ломьера. На основании его переводов на сцене Юго-Осетинского драматического театра были поставлены пьесы. В настоящее время преподаёт осетинскую литературу на кафедре осетинского языка и литературы Юго-Осетинского университета. Издал три тома литературоведческих исследований, посвящённых осетинскому устному творчеству «Ирон хæзна» (Осетинский клад).

## Награды
- Орден дружбы (Южная Осетия)
- Медаль «В ознаменование десятилетия Республики Южная Осетия»
- Премия имени Коста Хетагурова (Южная Осетия) — за книги «Æрвон комулæфт», «Историйы азхынцæг» и пьесу «Фатима»